# Christer Thor
Christer Thor (Vänersborg, 15 aprile 1970) è un ex calciatore svedese, di ruolo difensore.

## Carriera

### Club
Thor giocò nel Mellerud, prima di passare all'Oddevold. In seguito, militò nelle file del Västra Frölunda, per poi accordarsi con i norvegesi del Sogndal. Fu poi in forza ai tedeschi dell'Energie Cottbus. Rientrò allora in patria, prima all'Öster e poi al Myresjö.